# Nagy Béla (katonatiszt)
Nagybaconi Nagy Béla (Aknaszlatina, 1882. július 14. – Budapest, 1962. november 5.) magyar katona, altábornagy. Nagy Vilmos honvédelmi miniszter bátyja.

## Élete
Székely református köznemesi családba született, ősei nemeslevelüket 1676-ban, Apafi Mihály erdélyi fejedelemtől kapták. A nagybaconi nemesi előnév a családi fészekre utal. Édesapja, a korán elhunyt Nagy Zsigmond vagyontalan bányamérnök egy telegdibaconi gyalogszékely család sarja. Öccse Nagy Vilmos honvédelmi miniszter. Özvegységre jutott édesanyja, a német ősökkel is rendelkező, Hunyad megyéből származó Hermann Vilma, családja segítségével egyedül nevelte fel két fiát.
Szászvárosba járt iskolába, de a negyedik osztály után 14 évesen a katonai pályára lépett. 1896-ban hadapród lett és a Ludovika Akadémián ingyenes alapítványi elhelyezésű növendékként kezdte meg katonai tanulmányait. Az akadémiát 1900 augusztusában fejezte be dicséretesen, jó eredménnyel. Katonai szolgálatát a brassói 4. gyalogezred Fogarason állomásozó egyik zászlóaljának kötelékében kezdte. 1902-ben Zomboron a 45. gyalogdandár parancsőrtisztje lett. 1903-ban átkerült a Szabadkai 6. gyalogezred tisztikarába, itt századszolgálatot és ezred-segédtisztet helyettesítő feladatokat látott el. A következő években már zászlóaljsegédtiszt és ezredsegédtiszt helyettes, miközben 1906-ban főhadnaggyá léptették elő és századparancsnokká nevezték ki. Nem sokkal később, 1907 elején megnősült, majd később másodszor is házasságot kötött, de házasságai válással végződtek.
Katonai felettesei magas, erős, fáradtságot jól tűrő, bajtársias szellemű, alárendeltjeivel határozottan és szigorúan bánó, fegyelmet követelő, ugyanakkor róluk gondoskodó és bizalmukat elnyerő parancsnokként jellemezték. Sportos életet élt kitűnő kerékpáros, jó úszó, vívó, és tornász volt.
Az első világháborúban részt vett. Az 1914. évi galíciai orosz benyomuláskor főhadnagyként részese volt a Lemberg körüli harcoknak, majd Przemysl várának első körülzárása alkalmával a siedliskai erődcsoport 1/3 számú erődművének volt a parancsnoka. A parancsnoksága alatt álló erőd minden ellenséges rohamot visszavert. A vár ostromgyűrű alóli felmentése során azonban súlyosan megsebesült. Felépülése után 1915 szeptemberében, az oroszokkal szembeni sikeres támadás kibontakozásakor, Dubno mellett Pogorelczynél vívott ütközetben már százados és a 30. gyalogezred 1. zászlóaljának parancsnoka. Az itteni harcok során szintén súlyos sebesülést szenvedett.
Részleges gyógyulása mellett további harci bevetésre már nem volt alkalmas. A Budapesti Honvéd Kerületi Parancsnoksághoz vezényelték, és itt érte a háború vége. 1918. november 1-én őrnaggyá léptették elő. A háború után az 1920-as években rendőr újoncok kiképzésében vett részt. 1926-ban ezredessé léptették elő, majd a Belügyminisztérium osztályvezetőjévé nevezték ki, amely tisztségből adódóan 1936-ban egycsillagos tábornoki (vezérőrnagynak megfelelő) rendfokozatból vonult nyugállományba.
1929-ben elvált második feleségétől is, és harmadszorra is megnősült. Feleségül vette a zsidó születésű Nagy Olgát, aki az esküvőt megelőzően áttért a keresztény vallásra. Egy más történelmi korban viszonylag nyugodt életet is élhettek volna, de a házasság miatt még testvérét is politikai támadások érték. Szélsőjobboldali körök neje származásán túl azt is kifogásolták, hogy minisztersége idejére öccse két részvénytársaságnál meglévő igazgatótanácsi tagságát is átadta neki. Ezek a támadások végül oda vezettek, hogy Nagy Vilmos beadta a lemondását, melyet az akkori politikai vezetés elfogadott.
Szálasi Ferenc hatalomátvétele után nemkívánatos személy lett. A csendőrök 1944 novemberében letartóztatták, és Sopronkőhidára szállították. Itt több más prominens politikai fogollyal, például öccsével együtt tartották fogva. Feleségét egy katonatiszt barátja bújtatta el a saját lakásán. Később Németországba hurcolták és innen térhetett haza a háború után. Még 1945-ben altábornaggyá léptettek elő, de a kommunista előretörés nem kímélte őt sem. A munkásosztály „vasökle” házastársával együtt a Bihar megyei Zsákára telepítette ki. Ott nyugdíjától megfosztottan igen rossz körülmények között tengették életüket. A kényszerlakhely elhagyása után öccsének piliscsabai házában kaptak átmeneti menedéket, majd Budapesten egy társbérletben lakhattak. Felesége halála után szociális otthonba került, és ott hunyt el nyolcvanesztendős korában. A Farkasréti temetőben helyezték örök nyugalomra.